# Tlingit (Sprache)
Tlingit oder Lingít ist die Sprache des Tlingit-Volkes aus Südostalaska und Westkanada. Es wird allgemein zur Na-Dené-Sprachgruppe gerechnet und ist dadurch mit den athapaskischen Sprachen verwandt. Tlingit wird von etwa 800 Muttersprachlern gesprochen (hauptsächlich von älteren Sprechern) und ist somit vom Aussterben bedroht. In Südalaska versucht man mit speziellen Programmen die Sprache und Kultur wiederzubeleben und zu bewahren.

## Klassifikation
Von vielen Forschern wird Tlingit zusammen mit dem Eyak und den athapaskischen Sprachen zu den sogenannten Na-Dené-Sprachen zusammengefasst. Allerdings formulieren die Spezialisten Krauss und Golla (1981) eher vorsichtig:

“Tlingit bears a close resemblance to Athabaskan-Eyak in phonology and grammatical structure, but shows little regular correspondence in vocabulary … and therefore the nature of the relationship between Athabascan-Eyak and Tlingit remains an open question.”

Da das Haida heute allgemein nicht mehr zum Na-Dené gerechnet wird, ergibt sich folgende Klassifikation, wobei allerdings auch nicht völlig ausgeschlossen ist, dass das Tlingit eine isolierte Sprache ist.
- Na-Dené-Sprachen
  - Tlingit
  - Eyak-Athapaskisch
    - Eyak
    - Athapaskisch

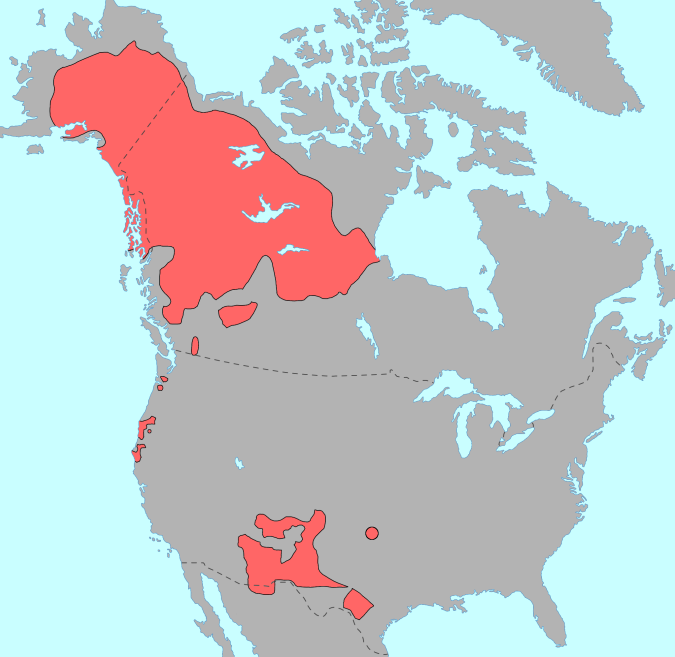
Verbreitung Sprachfamilie Na-Dené

Zur Position des Tlingit im hypothetischen Dene-Kaukasisch siehe den Artikel über diese Makrofamilie.

## Geschichte
Über die Geschichte von Tlingit ist nur sehr wenig bekannt, besonders da es keine schriftlichen Aufzeichnungen vor dem ersten Kontakt mit Europäern ca. 1790 gibt und sie auch danach bis ins frühe 20. Jahrhundert nur spärlich und unregelmäßig sind.
Die Sprache scheint sich vom Ketchikan–Saxman-Gebiet nordwärts in die Chilkatregion verbreitet zu haben, da einige konservative Merkmale nach Norden hin schrittweise reduziert worden sind.

## Dialekte

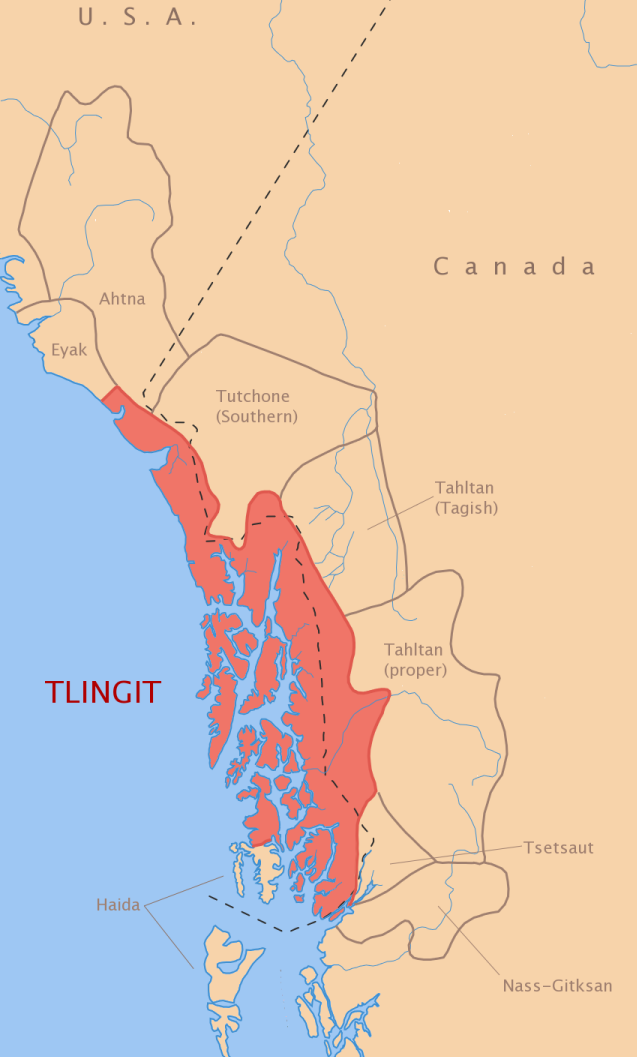
Verbreitung Sprache Tlingit

Tlingit wird in vier Hauptdialekte, die im Wesentlichen gegenseitig verständlich sind, unterteilt. Der nördliche Dialekt wird hauptsächlich in der Region Süden der Lituya-Bucht bis zum Frederick Sound gesprochen. Vom Süden des Frederick Sound bis zur Grenze zwischen Alaska und Kanada wird der südliche Dialekt gesprochen, ausgenommen hiervon ist Annette Island, die Reservation der Tsimshian, und das südliche Ende der Prince-of-Wales-Insel, dem Land der Kaigani Haida. Einem weiteren Dialekt, dem Inland Tlingit, begegnet man in Kanada um den Atlin Lake und den Teslin Lake. Ein weiterer findet sich im Bereich Saxman nahe Ketchikan, benannt als Tongass (Taanta K̲wáan) Tlingit. Vermutlich handelt es sich bei diesem um ein Relikt einer Zwischensprache zwischen Tlingit und Tsimshian.